# Elisa Thiemann
Elisa Thiemann (* 25. Mai 1985 in Hamburg) ist eine deutsche Schauspielerin.

## Leben
Elisa Thiemann wurde als Teenager im Alter von 15 Jahren in Hamburg auf der Straße für ein Spielfilm-Casting entdeckt. Der Drehbuchautor und Regisseur Thorsten Näter gab ihr daraufhin ihre erste Rolle in dem sozialkritischen Fernsehkrimi Mit dem Rücken zur Wand, der 2002 beim Hamburger Filmfest seine Uraufführung feierte und den Hamburger Fernsehpreis bekam. Dieser wurde 2003 auch für den Deutschen Fernsehpreis in der Kategorie, beste Regie, bester Mehrteiler, bester Fernsehfilm, bester Schauspieler und beste Ausstattung nominiert. Durch die Dreharbeiten wurde erstmals ihr Interesse für Schauspiel, Film und Fernsehen geweckt.
Direkt nach dem Abitur 2005 wurde sie 2006 auf der Film- und Fernsehschauspielschule, Studio of Young Artists, aufgenommen. Ihr Abschlussfilm Einer von Uns, unter der Regie von Timo Pierre Rositzki, wurde 2007 auf dem Up-And-Coming Filmfestival in Hannover gezeigt und für den Deutschen Nachwuchsfilmpreis nominiert. Es folgten mehrere Kurzfilme und TV-Serien wie Notruf Hafenkante und Rote Rosen. 2008 besetzte sie Thorsten Näter erneut in seinem TV-Spielfilm Eine Nacht im Grandhotel, der 2011 für den Grimme-Preis nominiert wurde. 2011 spielte sie wieder unter der Regie von Timo Pierre Rositzki die Hauptrolle im Kurzfilm Thriller Profil, welcher auf über 40 nationalen und internationalen Filmfestivals gezeigt wurde und auf dem Filmfest München den Shocking Shorts Award 2011 gewann. Im selben Jahr bekam Elisa ihren ersten internationalen Preis als „Best Supporting Actress“ auf dem Los Angeles Cinema Festival of Hollywood. 2012 drehte sie unter anderem in Venedig die Hauptrolle Sophie im Horror/Thriller-Kurzfilm Laguna Morta unter Regie Christopher Schlierf. In der erfolgreichen Webserie der Deutschen Welle Jojo sucht das Glück spielt sie in Staffel 2 (2011) und 3 (2013) die Rolle Lotta. 2016 entpuppt sie sich als Polizistin, Kerstin Klum für Der Usedom-Krimi. 2018 spielt sie die Rolle Christina Niehaus im ZDF Erfolgsdrama Gladbeck unter der Regie von Kilian Riedhof. Mit dem Regisseur Stephan Wagner arbeitet sie 2019 für den Fernsehfilm Die Getriebenen. Im selben Jahr erfolgt die Weltpremiere von Effigie – Das Gift und die Stadt von Udo Flohr, in dem sie die Hauptrolle Cato Böhmer spielt. Die Geschichte basiert auf einer wahren Geschichte von der Serienkillerin Gesche Gottfried und spielt im Jahr 1828 in Bremen. Der Historienfilm Effigie – Das Gift und die Stadt gewann unter anderem 2019 auf dem CYIFF Filmfestival in Zypern den „Golden Aphrodite Award“. Während ihrer USA Filmfestival Tour 2020 gewann er auf dem Flathead Lake International Cinefest den „Best Foreign Film Award“ in Montana und weitere Preise. Ein Kritiker verglich Thiemann in ihrer Rolle als Cato Böhmer mit Jodie Foster. Ende 2019 und Anfang 2020 übernahm sie einen Gastauftritt bei Gute Zeiten, schlechte Zeiten als Stefanie Kaya und spielte in dem ZDF-Spielfilm Künstliche Intelligenz die Zielfahnderin, in dem Christian Twente Regie führte.

## Filmografie (Auswahl)
- 2001 Mit dem Rücken zur Wand – Regie: Thorsten Näter (Fernsehfilm)
- 2007 Einer von Uns – Regie: Timo Pierre Rositzki (Kurzspielfilm)
- 2007 Notruf Hafenkante (Fernsehserie)
- 2008 Rote Rosen (Telenovela)
- 2008 Eine Nacht im Grandhotel – Regie: Thorsten Näter (Fernsehfilm)
- 2011 Profil - Regie: Timo Pierre Rositzki (Kurzspielfilm)
- 2011 Jojo sucht das Glück: Jojo sucht das Glück 2 – Regie: Steffen Mahnert (Webserie)
- 2012 Laguna Morta – Regie: Christopher Schlierf (Kurzspielfilm)
- 2012 Morden im Norden (Fernsehserie)
- 2013 Jojo sucht das Glück: Jojo sucht das Glück 3 – Regie: Christian Singh (Webserie)
- 2013 Jimmy – Regie: Adrian Lugol (Kurzspielfilm)
- 2013 Verhängnisvolle Nähe – Regie: Thorsten Näter
- 2015 Buxtehude – Regie: Daniel Wiggers (Kurzspielfilm)
- 2016 Der Usedom-Krimi: Nebelwand – Regie: Andreas Herzog (Fernsehreihe)
- 2016 Der Usedom-Krimi: Trugspur – Regie: Jochen Alexander Freydank
- 2017 Gladbeck – Regie: Kilian Riedhof (Fernseh-Zweiteiler)
- 2017 Der Usedom-Krimi: Geisterschiff – Regie: Oliver Schmitz
- 2018 Der Usedom-Krimi: Mutterliebe – Regie: Uwe Janson
- 2019 Nachtwache – Regie: Sven Halfar (Fernseh-Pilot)
- 2019 Die Getriebenen – Regie: Stephan Wagner (Fernsehfilm)
- 2019 Gute Zeiten, schlechte Zeiten  (Fernsehserie)
- 2019 Effigie – Das Gift und die Stadt – Regie: Udo Flohr (Kinospielfilm)
- 2020 Gute Zeiten, schlechte Zeiten
- 2020 Künstliche Intelligenz – Regie: Christian Twente (Fernsehfilm)